# Gypsochares
Gypsochares là một chi bướm đêm thuộc họ Pterophoridae.

## Các loài
- Gypsochares astragalotes Meyrick, 1909
- Gypsochares aulotes Meyrick, 1911
- Gypsochares baptodactylus (Zeller, 1850)
- Gypsochares bigoti Gibeaux & J. Nel, 1989
- Gypsochares catharotes (Meyrick, 1908)
- Gypsochares kukti Arenberger, 1989
- Gypsochares kyraensis (Ustjuzhanin, 1996)
- Gypsochares londti Ustjuzhanin et Kovtunovich, 2010
- Gypsochares nielswolffi Gielis & Arenberger, 1992